# 英語青年
『英語青年』（えいごせいねん）は、研究社が発行していた、主に英語・英米文学の研究者向けの月刊誌。 1898年創刊、2009年休刊。休刊後は、『研究社 - web英語青年』としてウェブ版に引き継がれたが、それも2013年3月をもって終了。
英語独学の専門誌としてスタートし、第二次世界大戦中も発行を続けた。英語や英米文学の研究者を対象とした論説・随想、海外学界の動向報告、英訳・和訳の指導、洋書・和書の書評、国内学界のニュースなどの記事が主であった。

## 評価
大学の英語・英文学研究室の大半が本誌を購読し、ここに自らの論文が載ることがステイタスとされた。

## 休刊へ
実売部数が3000部程度にまで落ち込んでいた等を理由に2009年3月号をもって印刷物による出版形式を休止し、2013年3月にはウェブページも終了した。